# Семёнов, Юно Шаулович
Семёнов Юно Шаулович (Суалович) (1899, Дербент, Дагестанская область — 1961) — горско-еврейский прозаик, режиссёр, один из основателей горско-еврейской драматургии и театра. Для его творчества были характерны пьесы на темы актуальные, полные сарказма и юмора. Работал в газете «Коммунист», был главным режиссёром татско-еврейского театра в Дербенте.

## Биография
Родился в Дербенте в 1899 году в семье рабочего. В 1915 году окончил русско-горско-еврейское училище, получил юридическое образование в Санкт-Петербурге. Работал наборщиком в типографии дербентской городской газеты, которая выходила на русском. В годы Гражданской войны воевал на стороне большевиков, прославившись как красный партизан. После гражданской войны вернулся в то же место на работу.
С 1932 года выпущено 9 книг (пьес).
В 1936 году с семьёй — с детьми — Марией, Семеном и Раей, и женой Гюльбиче — переехал в Баку, где на следующий год родился ещё один сын, а затем дочь Зина. Там проработал в газете «Коммунист». Позже Юно Семенов переехал обратно в свой родной город. Работал в газете «Зэхьметкеш» на татском языке.
В 1941 году ушёл на фронт. Звание — старший сержант. Все время службы был завскладом 1254-го аэродромного полка ПВО, демобилизован 23 июня 1945 года. Полк воевал в составе 1-го Украинского фронта, затем в составе 2-го Украинского. Окончание войны встретил в Будапеште. Получил медаль «За боевые заслуги». Иосиф Сталин выразил благодарность сержанту за взятие городов Вены и Будапешта.
После войны работал проводником вагонов на винзаводе, а также на различных руководящих должностях. Затем был отстранен как родственник врага народа.
Умер в 1961 году в поезде, следующим в Волгоград, похоронен в родном Дербенте. Пьесы Юно и поныне ставят в дербентском горско-еврейском театре.

## Творчество
В 1920 году возглавил театральный кружок еврейской молодёжи, получившим сокращенное название «Кружок ГЕМ», для которого написал пьесы — «Назойливый (хитрый) сват» (гор.-евр. ГӀэмелдане илчи), «Два старьёвщика» и «Кордон», том же году драмкружок в Дербенте был закрыт.
Юно Семенов в 1924 году в дербентском татском кружке ставит две пьесы: «Два кожепродавца» и «Хитрый сват».
Основные темы творчества: становление нового социалистического человека, общественное строительство новой жизни, пропаганда против религии (стихотворение «Купить библию»), борьба с пережитками прошлого.
Написал пьесу в 1936 году о влюблённом в лезгинскую девушку горском еврее «Сводный брат», по призыву партии пропагандируя смешение народов и межнациональные браки.
В 1955 году через 10 лет после окончания войны написал стихотворение «Я свидетель», где выразил все ужасы войны, через которые прошёл.